# آزیریان
آزیریان (Azollaceae) تیره‌ای از سرخس‌سانان آبزی که پهنک‌های آنان تقسیمات زیادی دارد.
آزولا سرخس شناور و آزادی است که معمولاً در آب‌های راکد و آرام نهرها، تالاب‌ها و شالیزارهای نواحی معتدل و نواحی گرمسیری یافت می‌شود. این گیاه با ریشه‌های نازکی که دارد همانند فرش روی سطح آب تکثیر و پخش می‌شود.
آب و هوای زمین در ۵۰ میلیون سال قبل به مراتب گرمتر از امروز بود، اما با تکثیر شدید سرخس در مدار قطب شمال، بیش از ۱۰ هزار میلیارد تن گاز گلخانه‌ای از جو زمین استخراج شد. امروز بیشتر دانشمندان معتقدند که با این روش می‌توان دوباره گاز کربنیک را از جو خارج کرد.

## فاجعه زیست محیطی در ایران
تالاب انزلی که یکی از زیست بوم های (اکوسیستم) باارزش خاورمیانه محسوب می‌شود و هر سال پذیرای پرندگان مهاجر کم‌نظیر دنیاست این روزها به‌دلیل ورود گیاهان غیربومی نظیر سنبل آبی و آزولا _که برخی آن را شیطان سبز نیز نامیده اند_ ، به شور بختی گرفتار شده و این بخت بد هم‌اکنون در انتظار خزر به سر می‌برد که پذیرنده نهایی تمام آلودگی‌های تالاب انزلی است.
ریشه های آویزان و نازک و درهم تنیده این گیاه در آب ، به‌سادگی این توان را به آن میدهد که جابجا شده و با جریان آب بآسانی به جای دیگر روند؛ این ویژگی به همراه توان رویش سرسام آور این گیاه _که در بازه زمانی دو تا سه روز به دو برابر اندازه و گستره پیشین خود می رسد_ مایه پراکندگی فراگیر و شتابان آن شده است. ریشه های سرگردان جلبک ، همه و یا بیشتر مواد معدنی سودمند آب را گرفته و برای رویش و گسترش طبیعی خود بکار می گیرد؛ هنگامی که نور به درون آب رخنه نکند و مواد غذایی هم که نباشد (یا کم باشد) دیگر از رشد گیاهان آبزی دیگر و همچنین دیگر آبزیان همچون فیتوپلانگتونها خبری نیست. با توقف و یا کند شدن رشد این آبزیان سودمند ، درون آب اکسیژنی ساخته نخواهد شد و از همین رو جانوران آبزی مانند ماهی ها و موجودات ذره بینی توان رشد و تکثیر را از دست داده و روند نابودی را در پیش می گیرند. به جای آن، سامانه های بی هوازی آغاز به کار کرده و مرداب یا برکه را کم کم به سیاهچاله هایی بد بو و زیست ناپذیر ، تبدیل میکنند. از سوی دیگر هم زمانی که مردابها خالی از جانداران آبزی گردند، دیگر پناهگاه خوبی برای پرندگان مهاجر نخواهند بود.

## اکولوژی
آزولا از سرعت رشد بالایی برخوردار است و ظرف سه تا ده رورز وزنش به دو برابر میزان قبل می‌رسد. در شالیزارهای برنج آسیا از هر هکتار بین هشت تا ده تن محصول برداشت می‌شود

## موارد مصرف
علاوه بر مصرف این گیاه در تولید کود طبیعی از آن می‌توان در تولید خوراک دام و طیور استفاده کرد. آزولا دارای منابع غنی اسیدهای آمینه، ویتامین و مواد معدنی است. تحقیات انجام شده از دام‌های شیر ده، خوک، اردک و مرغ نشاندهنده افزایش میزان تولید شیر و افزایش وزن و افزایش تخم گذاری حیوانات بوده‌است. آزولا همچنین می‌تواند به مصرف خوراک انسان برسد هر چند که در این زمینه تحقیقات دامنه دار دراز مدت در مورد اثرات آن بر بدن انسان صورت نگرفته‌است.

## گیاه همراه
آزولا حداقل هزار سال است که در شالیزارها به همراه برنج کشت می‌شود. این گیاه اثرات مثبتی در افزایش و به ثبات رساندن نیتروژن خاک دارد. این گیاه همچنین در کنترل و کاهش میزان علوفه هرز در شالیزارها نقش دارد. این گیاه همچنین با جلوگیری از به سطح آمدن لارو از تکثیر مگس در شالیزار جلو گیری می‌کند.